# Ronnenberg
Ronnenberg is een gemeente in de Duitse deelstaat Nedersaksen, en maakt als selbständige Gemeinde deel uit van de Region Hannover.
Ronnenberg telt 23.286 inwoners.

## Indeling van de gemeente

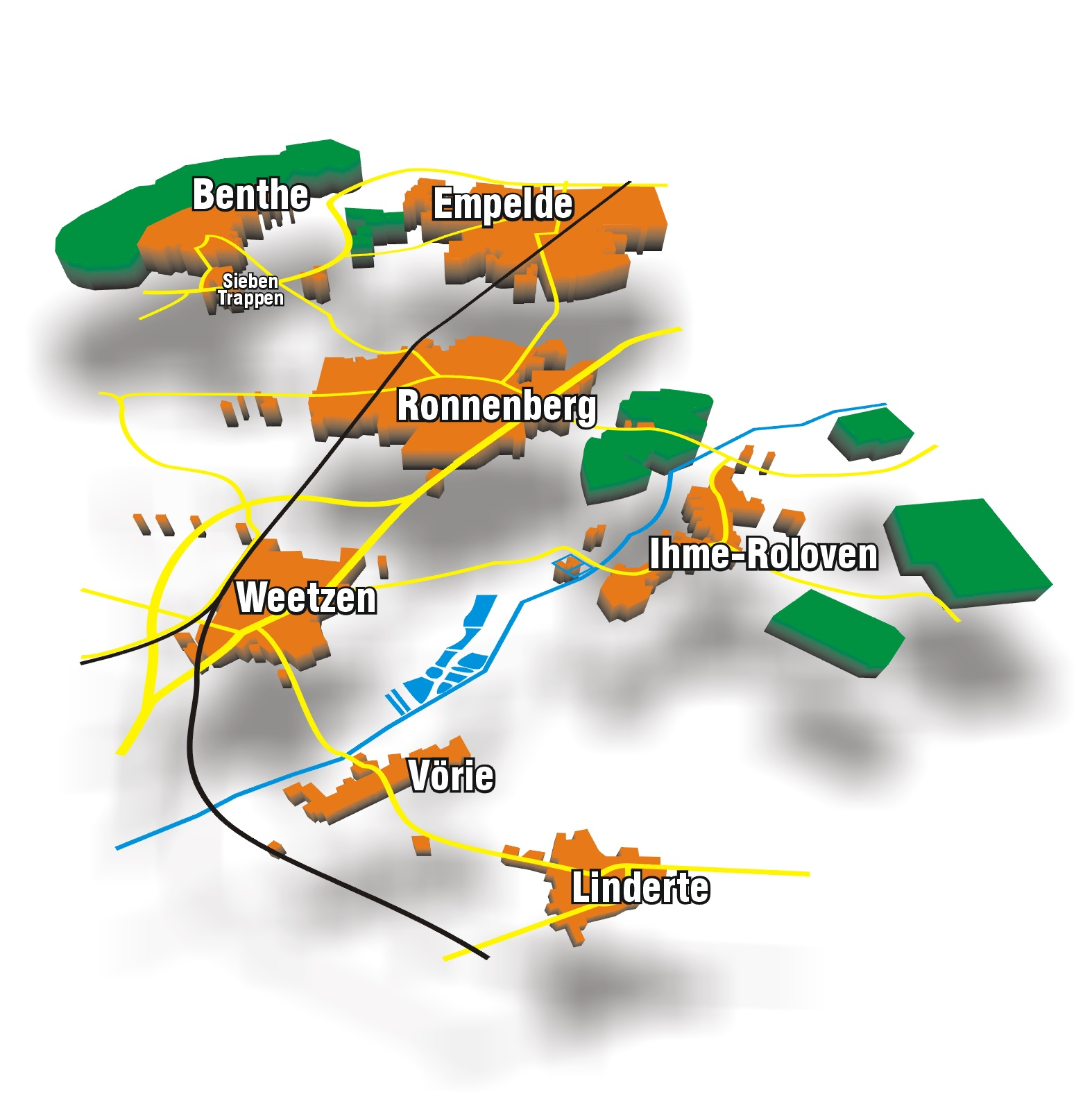
Situering der stadsdelen
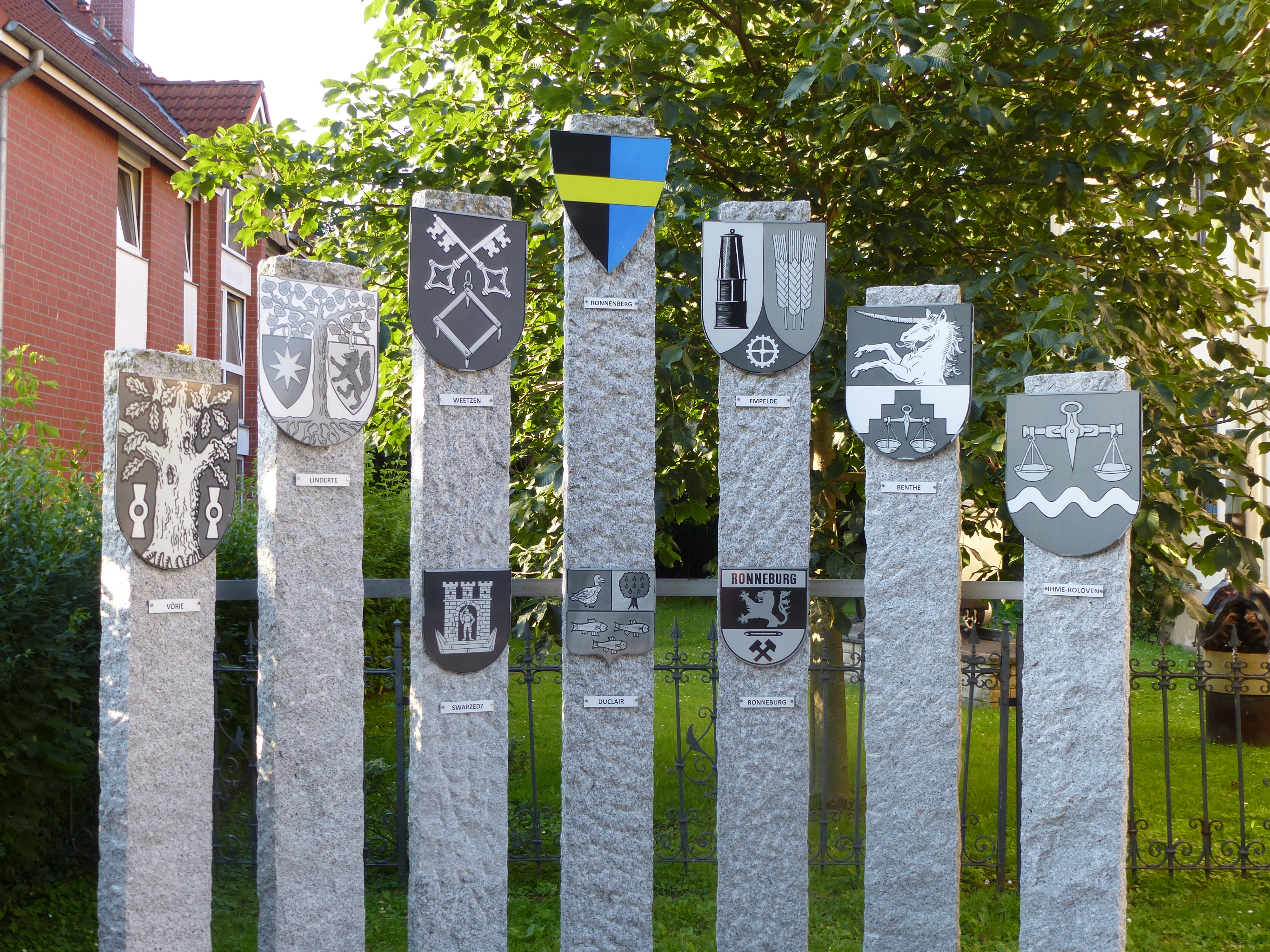
Monument met het gemeentewapen en de wapens van de 7 stadsdelen

De zeven stadsdelen van de gemeente Ronnenberg zijn:
- Benthe (incl. het gehucht Sieben Trappen); 1.820 inwoners per 30 september 2021
- Empelde, een oude industrieplaats met 11.863 inwoners per 30 september 2021
- Ihme-Roloven, met 945 inwoners per 30 september 2021
- Linderte, met 560 inwoners per 30 september 2021
- Ronnenberg, met 6.921 inwoners per 30 september 2021
- Vörie, met 245 inwoners per 30 september 2021
- Weetzen, met 2.288 inwoners per 30 september 2021.

Het gemeentehuis staat in Empelde.

## Ligging en infrastructuur
De gemeente ligt in het zgn. Calenberger Land, en wel in de vruchtbare, maar ook aan kalk en kaliumzouten rijke, Calenberger Lössbörde. De aan mineralen rijke bodem is door een gemiddeld twee meter dikke laag löss bedekt.

### Buurgemeentes
- Hannover
- Hemmingen
- Springe
- Wennigsen (Deister)
- Gehrden.

### Openbaar vervoer

Lijnennetkaart S-Bahn Hannover. Weetzen ligt juist onder het midden.

Station Weetzen is een belangrijk overstapstation van diverse lijnen van de S-Bahn van Hannover. Zie bovenstaande lijnennetkaart. Ook treinen van de Deutsche Bundesbahn stoppen er, want het station ligt aan de spoorlijn Hannover - Soest. Zie voor de geschiedenis van S-Bahn lijn 2/21: Spoorlijn Weetzen - Haste.
Station Holtensen/Linderte van Lijn S5 van deze S-Bahn ligt tussen Linderte en Holtensen, gem. Wennigsen (Deister) in. Ook Ronnenberg zelf  en Empelde hebben stations aan lijnen S1 en S2 van deze S-Bahn.

## Economie
Na het einde van de zware industrie en mijnbouw is rond 2010 vervangende werkgelegenheid gecreëerd door het aantrekken of versterken van midden- en kleinbedrijf. Het betreft hier veel verschillende ondernemingen, die vrijwel alle van niet meer dan lokaal of hooguit regionaal belang zijn.
In de gemeente wonen betrekkelijk veel forensen met een werkkring in of rondom de stad Hannover.

## Geschiedenis
Het gebied behoorde in de middeleeuwen tot het Hertogdom Brunswijk-Lüneburg en later het Vorstendom Calenberg. Dit vorstendom ging omstreeks 1540 vooral op initiatief van de reformator Antonius Corvinus , massaal tot het evangelisch-lutherse geloof over; tot op de huidige dag is het grootste deel van de christenen in de gemeente luthers.
Empelde werd tussen 826 en 876 als „Amplidi/Amplithi“ vermeld. "Amplidi" komt in 840 voor het eerst voor in een document, gerelateerd aan Lodewijk de Duitser. 
Empelde was in de late 19e eeuw en in de periode tot circa 1980 een niet onbelangrijk industriedorp. Er waren onder andere een baksteenfabriek, een kruit- en munitiefabriek en een machinefabriek gevestigd. Verder was er van  1894 tot 1973 een grote kalimijn; in het dorp was deze mijn op een gegeven moment voor bijna duizend mannen de werkgeefster. De afvalberg is nog aanwezig en vormt een groot milieuprobleem voor de stad Ronnenberg en omgeving. Sinds 1982 is in de ondergrondse ruimte van de voormalige mijn een grootschalige opslagvoorziening voor aardgas aanwezig.
Ook in Ronneberg zelf, dat mogelijk onder een andere naam reeds rond het begin van de jaartelling bestond,  was een grote kalimijn, met 4 schachten, in bedrijf van 1898 tot 1975. In dat laatste jaar raakte de mijn overstroomd met grondwater, liep vol en moest opgegeven worden. Op enkele plaatsen in de omgeving van de mijn, waar door deze overstroming de grond boven de mijn weggespoeld was, ontstond daarna schade door zinkgaten.
Van 1882-1986 werden in de streek op grote schaal suikerbieten verbouwd en was er te Ronnenberg een grote suikerfabriek gevestigd.
Op 31 december 1975 kreeg Ronnenberg van de deelstaat Nedersaksen het recht, zichzelf stad te noemen.

## Bezienswaardigheden
- De uit de 12e eeuw daterende, in de 17e eeuw tweemaal en rond 1876 nogmaals  gerenoveerde, St. Michaëlskerk te Ronnenberg is ook van binnen bezienswaardig.
- Niedersächsisches Museum für Kali- und Salzbergbau (Nedersaksisch kali- en zoutmijnmuseum), Empelde, alleen op zondagmiddag geopend (met rondleiding)
- Het streekmuseum is in een groot huis aan de straat Ueber den Beeken in de kern van Ronnenberg gevestigd. Het behandelt ook de geschiedenis van de kalimijn van de plaats. Alleen op zondagmiddag geopend.
- Enkele kapellen en landhuizen in de gemeente, zie afbeeldingen, zijn markant en architectonisch interessant, maar doorgaans niet van binnen te bezichtigen.

## Afbeeldingen

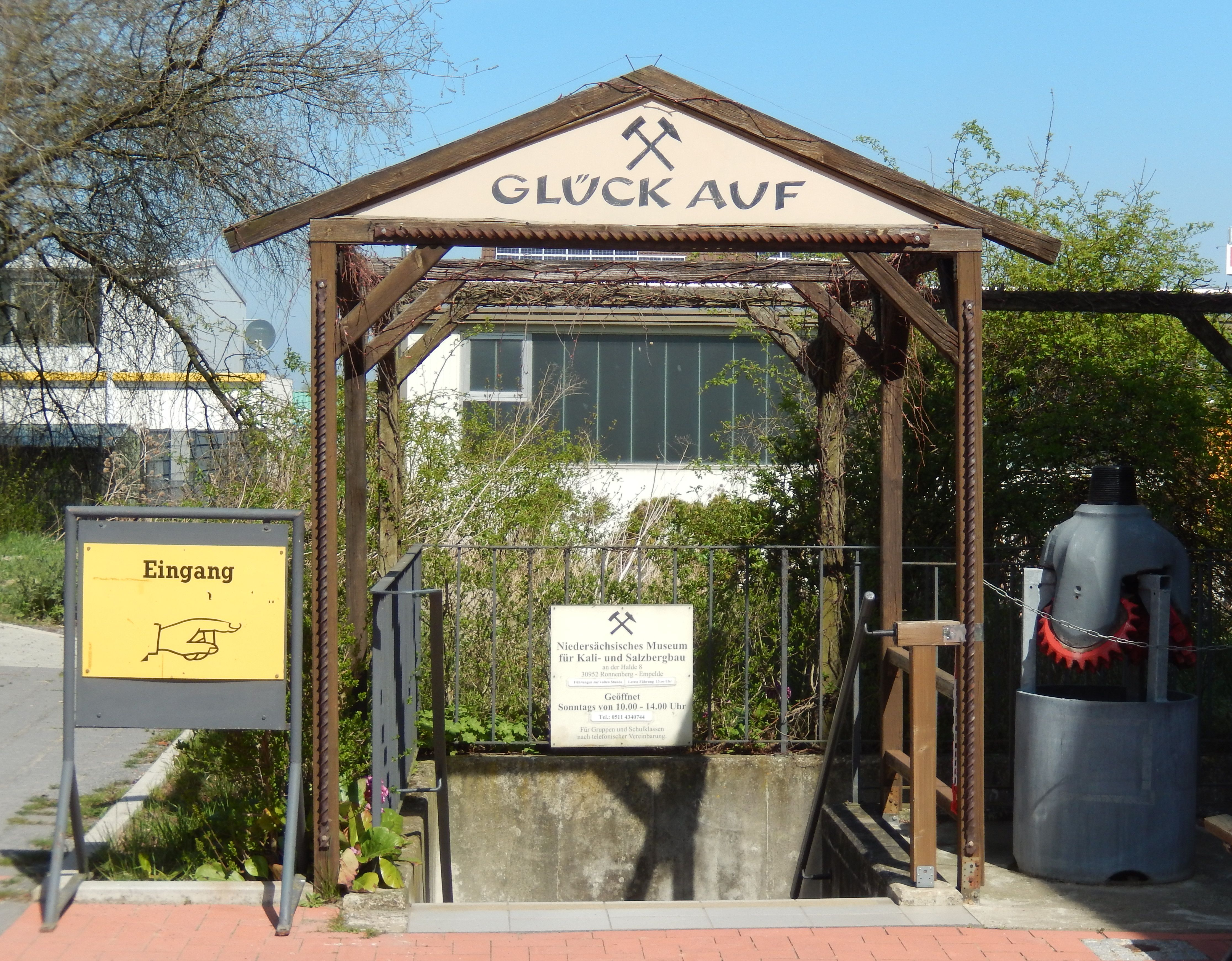
Ingang mijnmuseum te Empelde
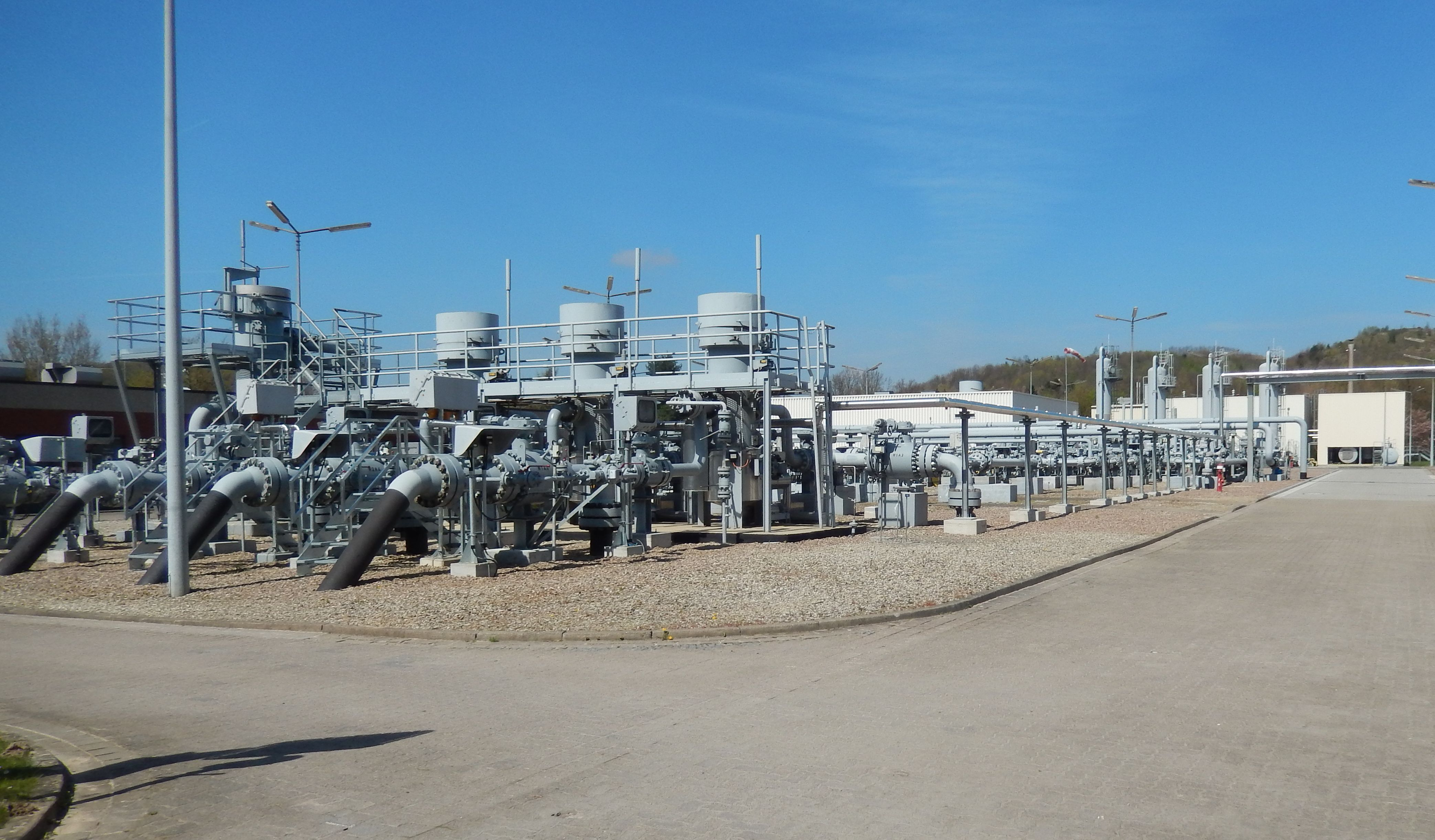
Empelde, bovengronds deel van aardgas-opslaginstallatie
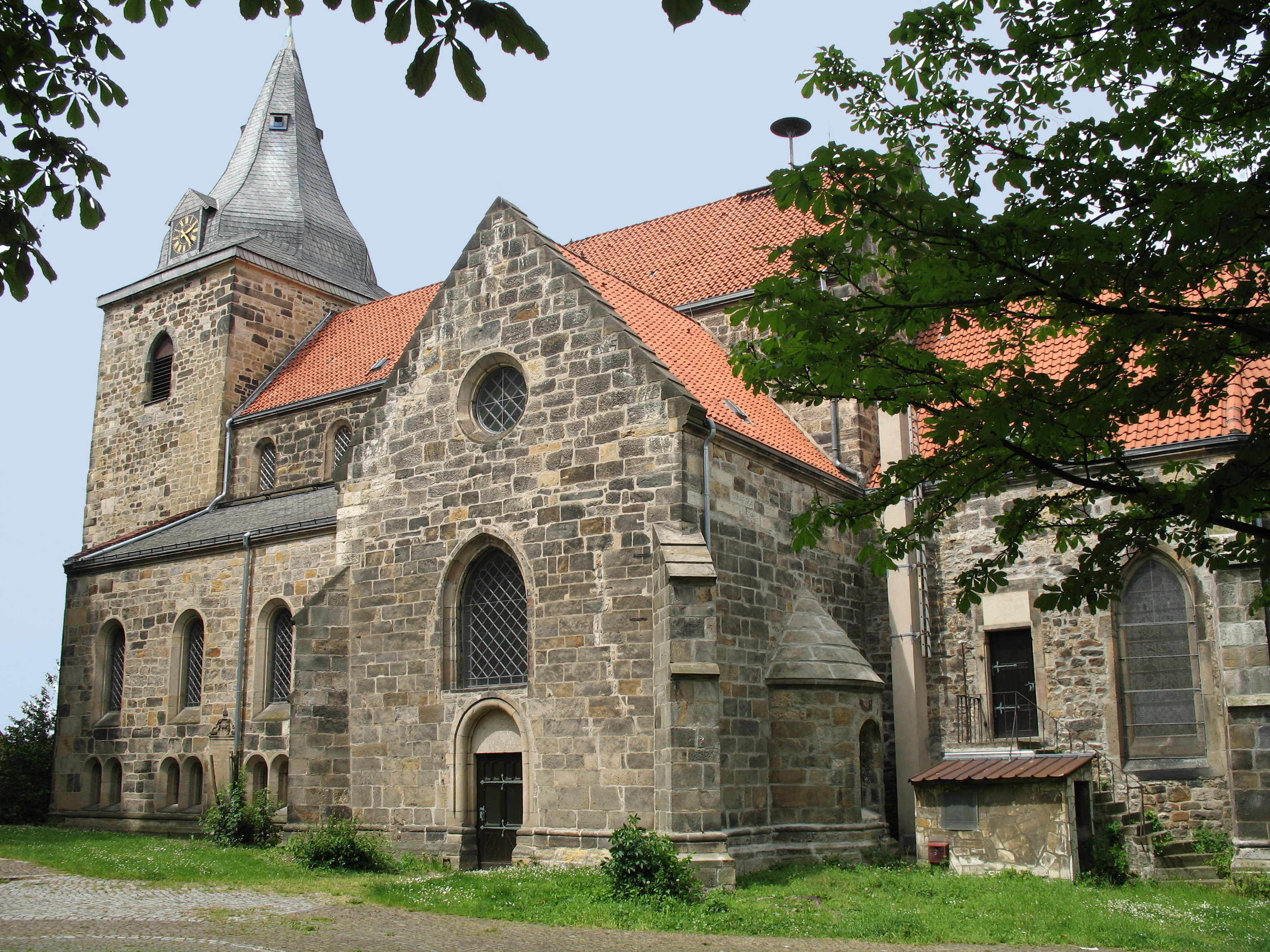
St. Michaelskerk, Ronnenberg
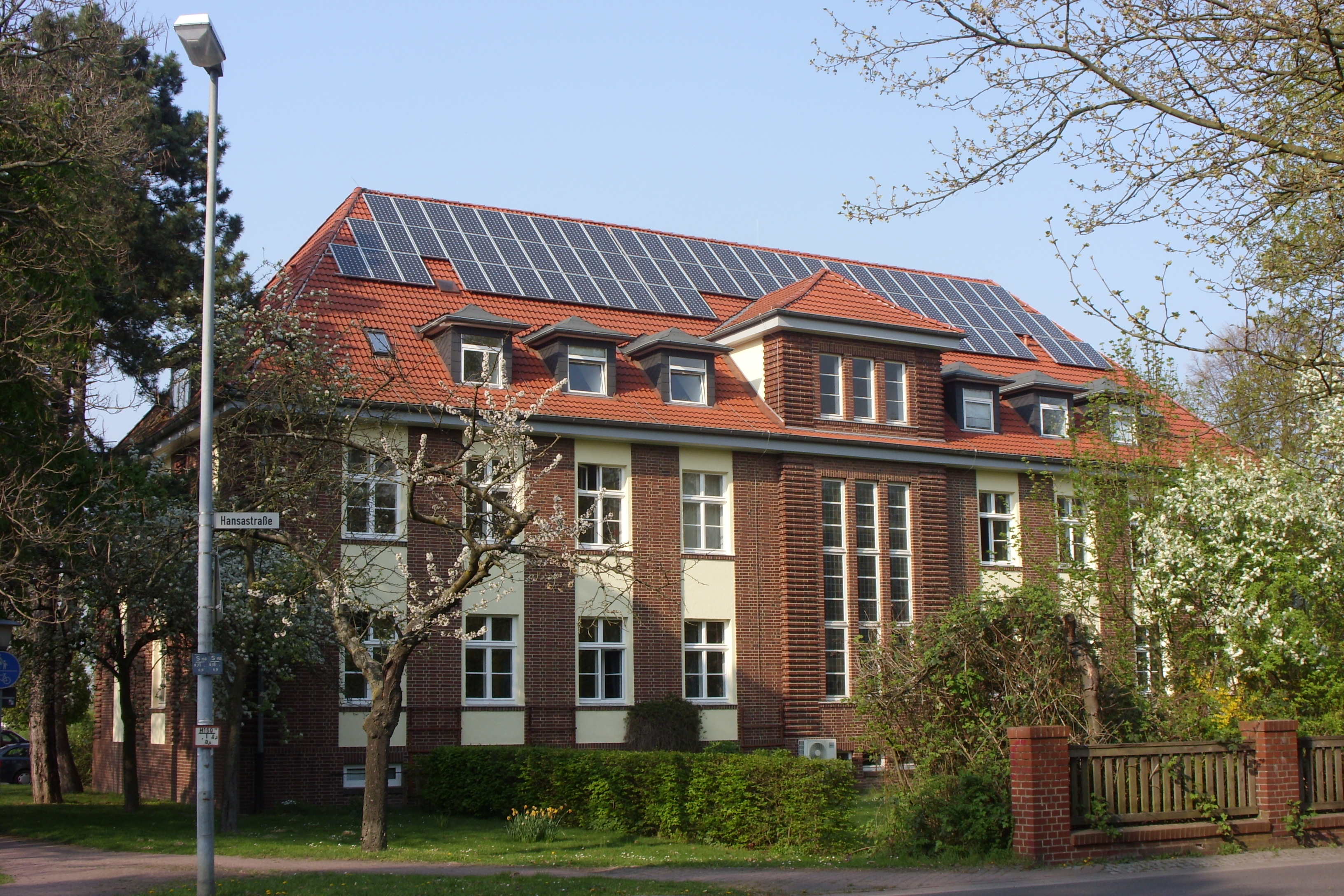
Gemeentehuis
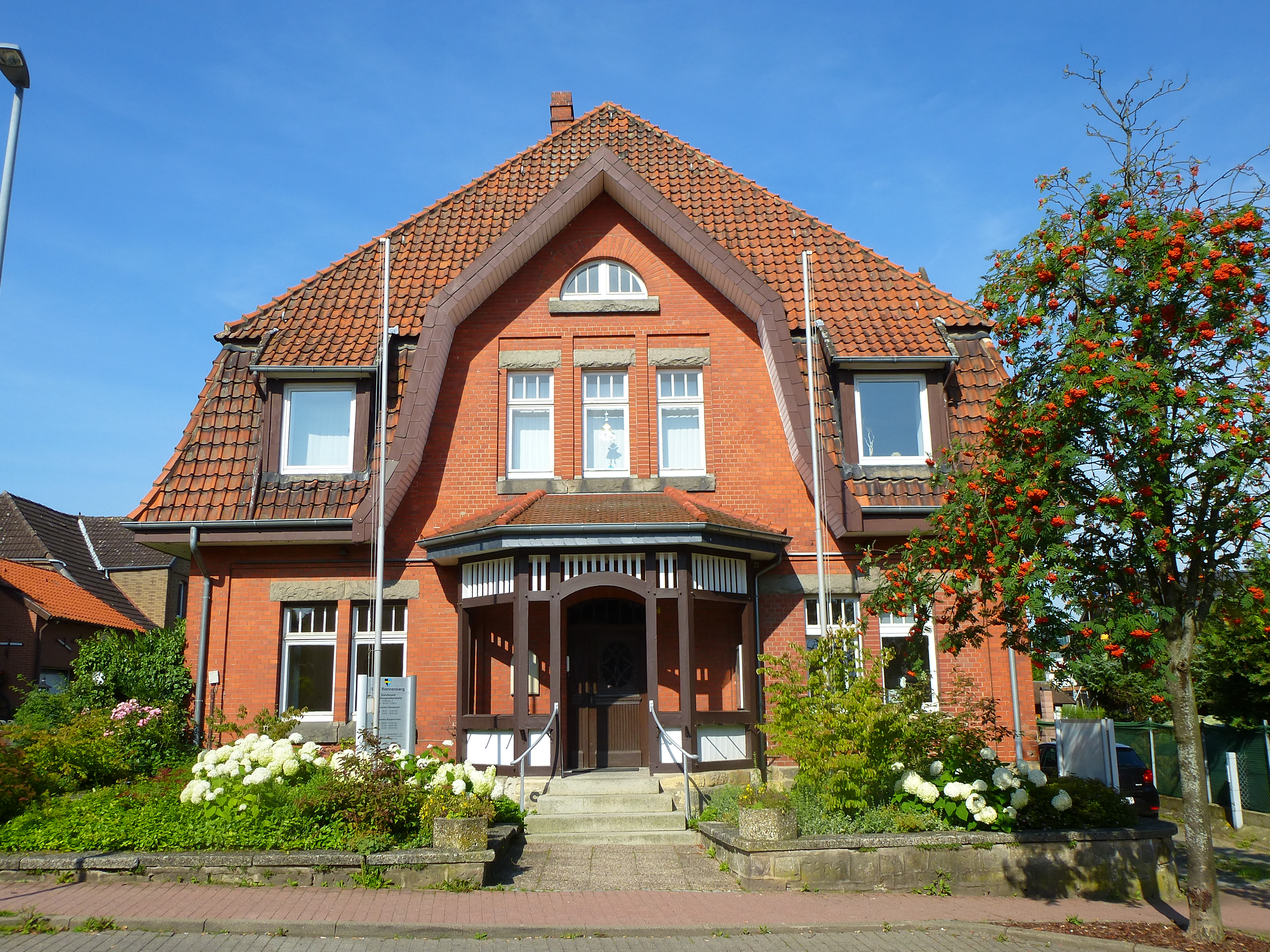
Ronnenberg, v.m. synagoge
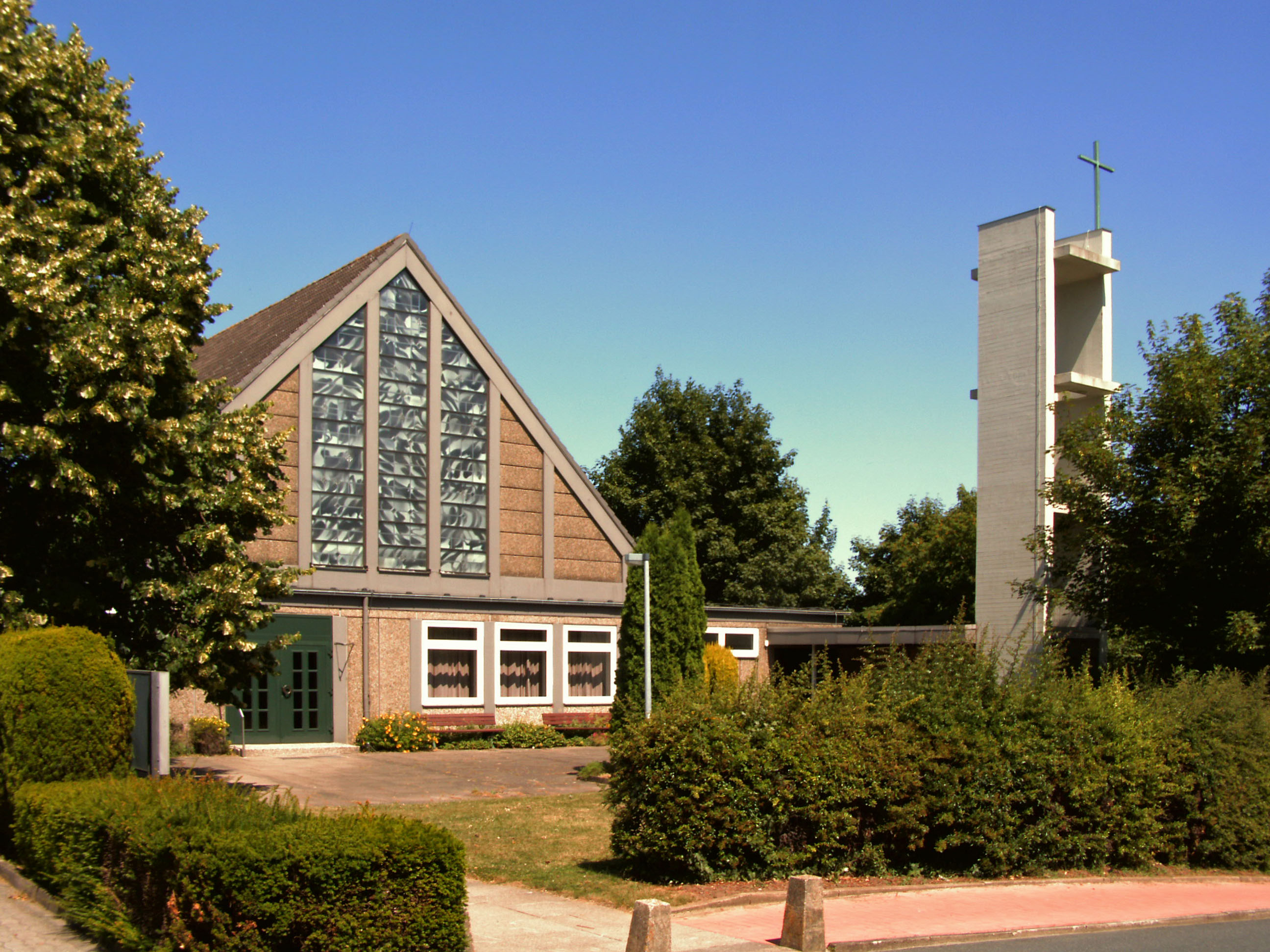
R.k. kerk, gewijd aan  Thomas More
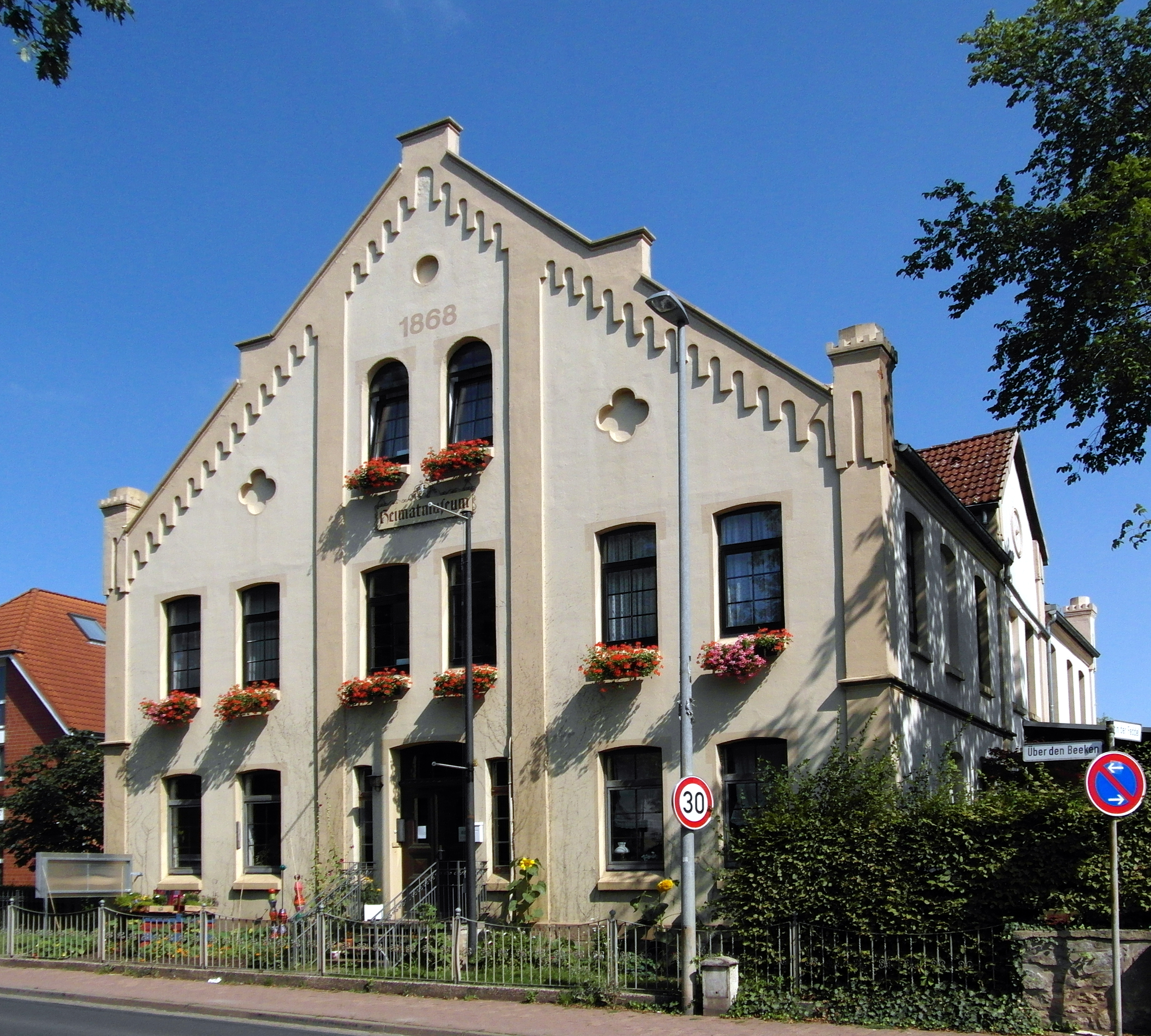
Streekmuseum Ronnenberg
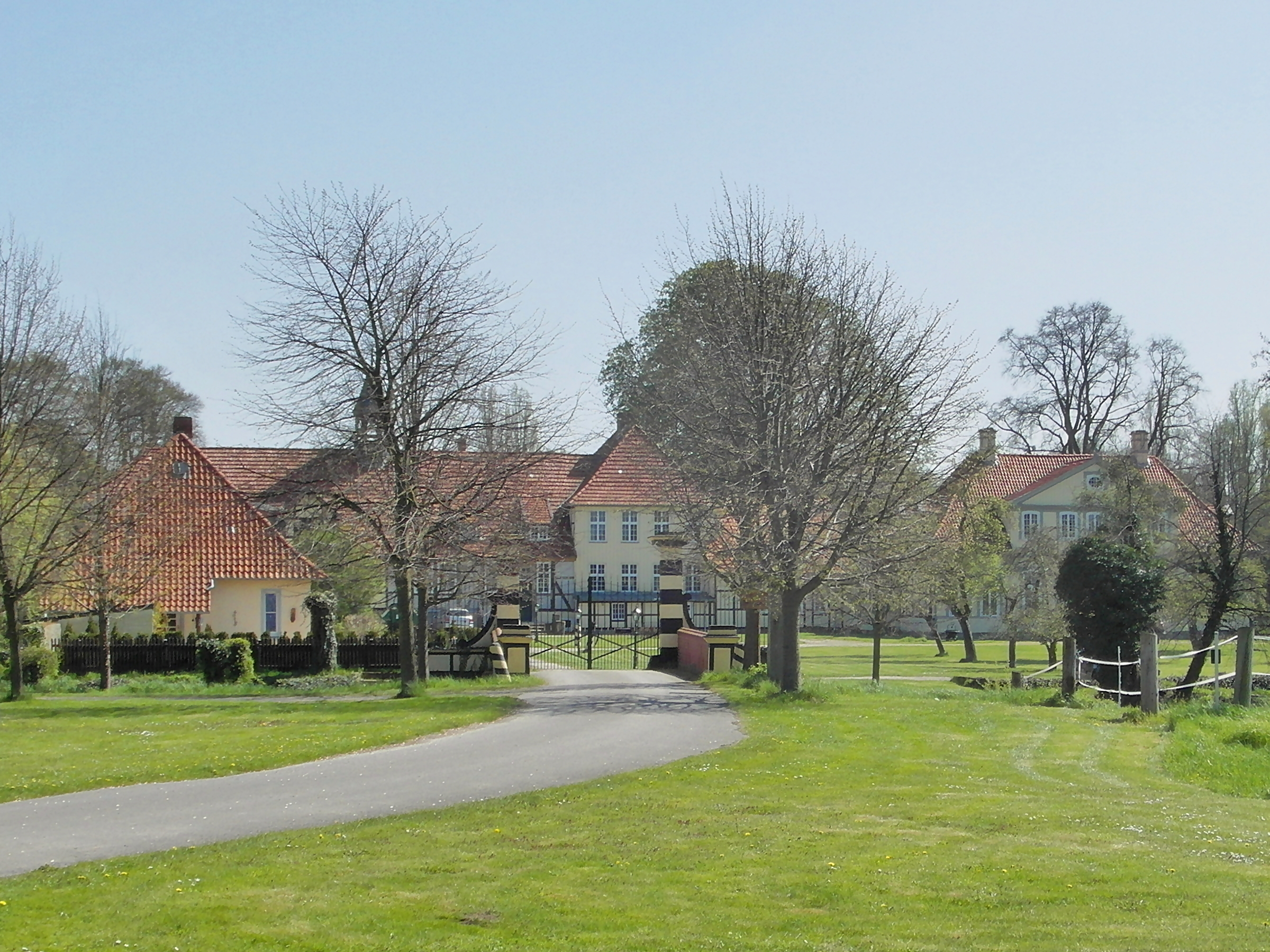
Landhuis Bettensen, Ihme-Roloven (gebouwd in de 18e eeuw)
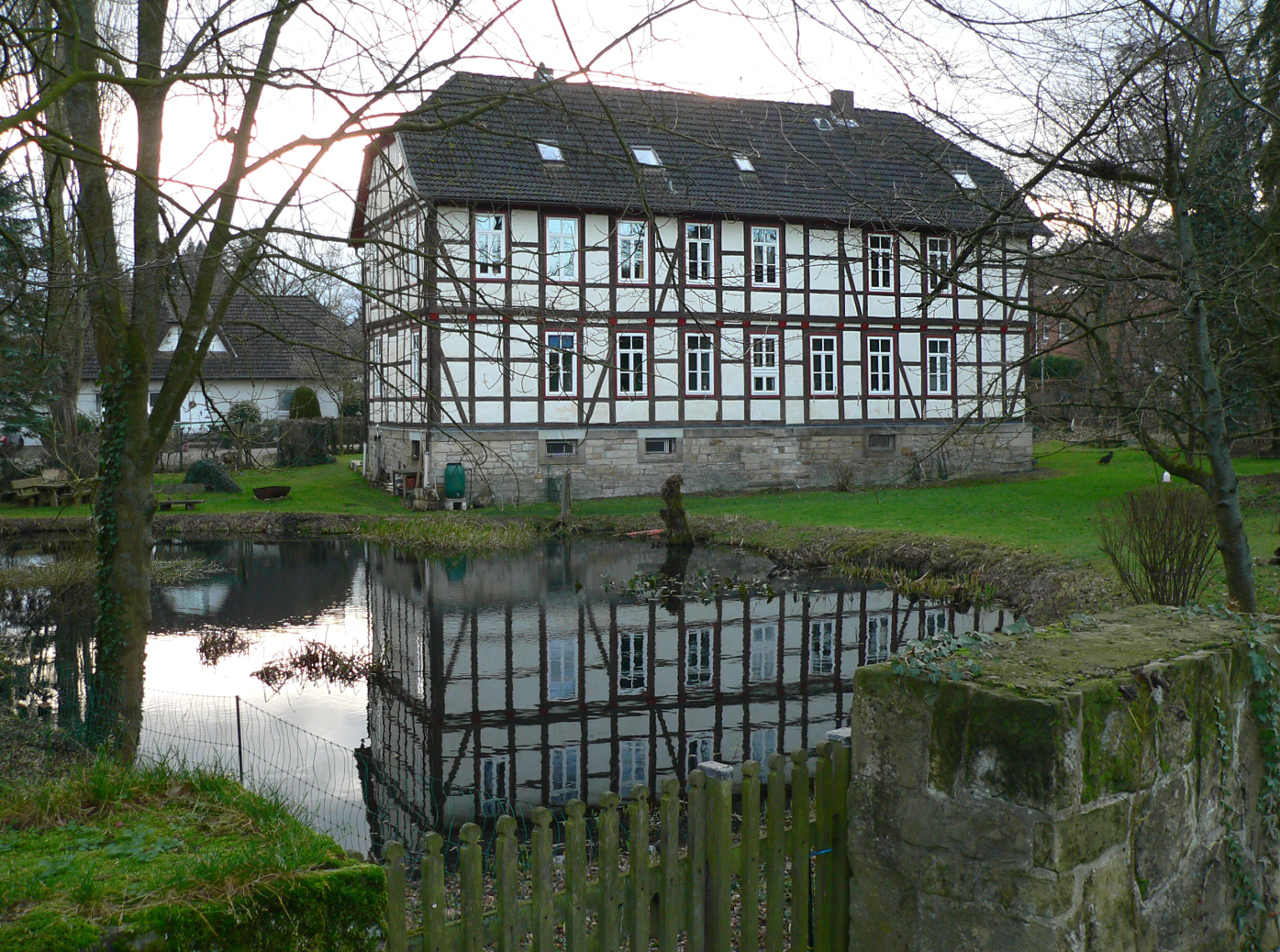
Landhuis Benthe
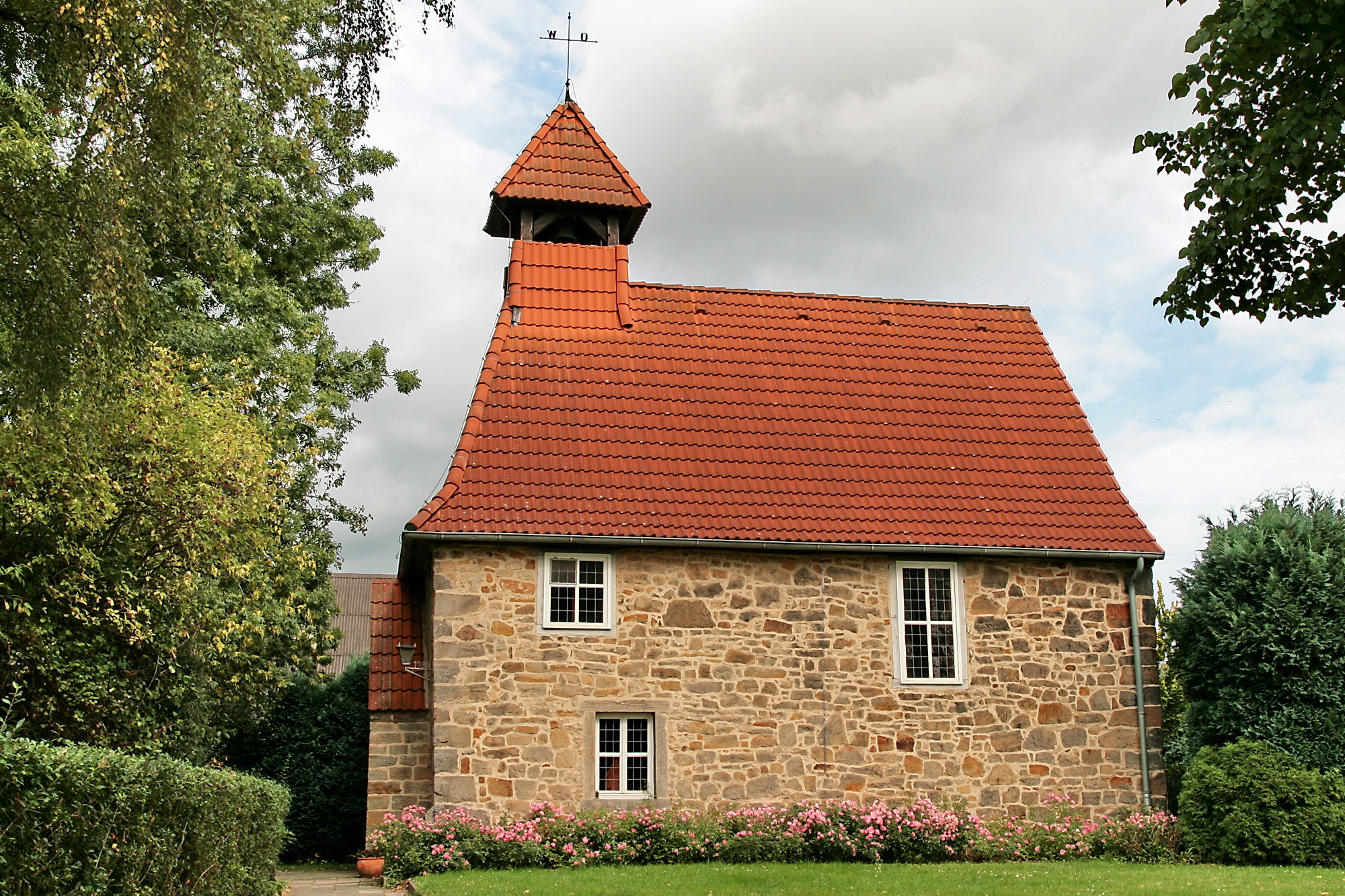
Middeleeuwse Paaskapel van Linderte
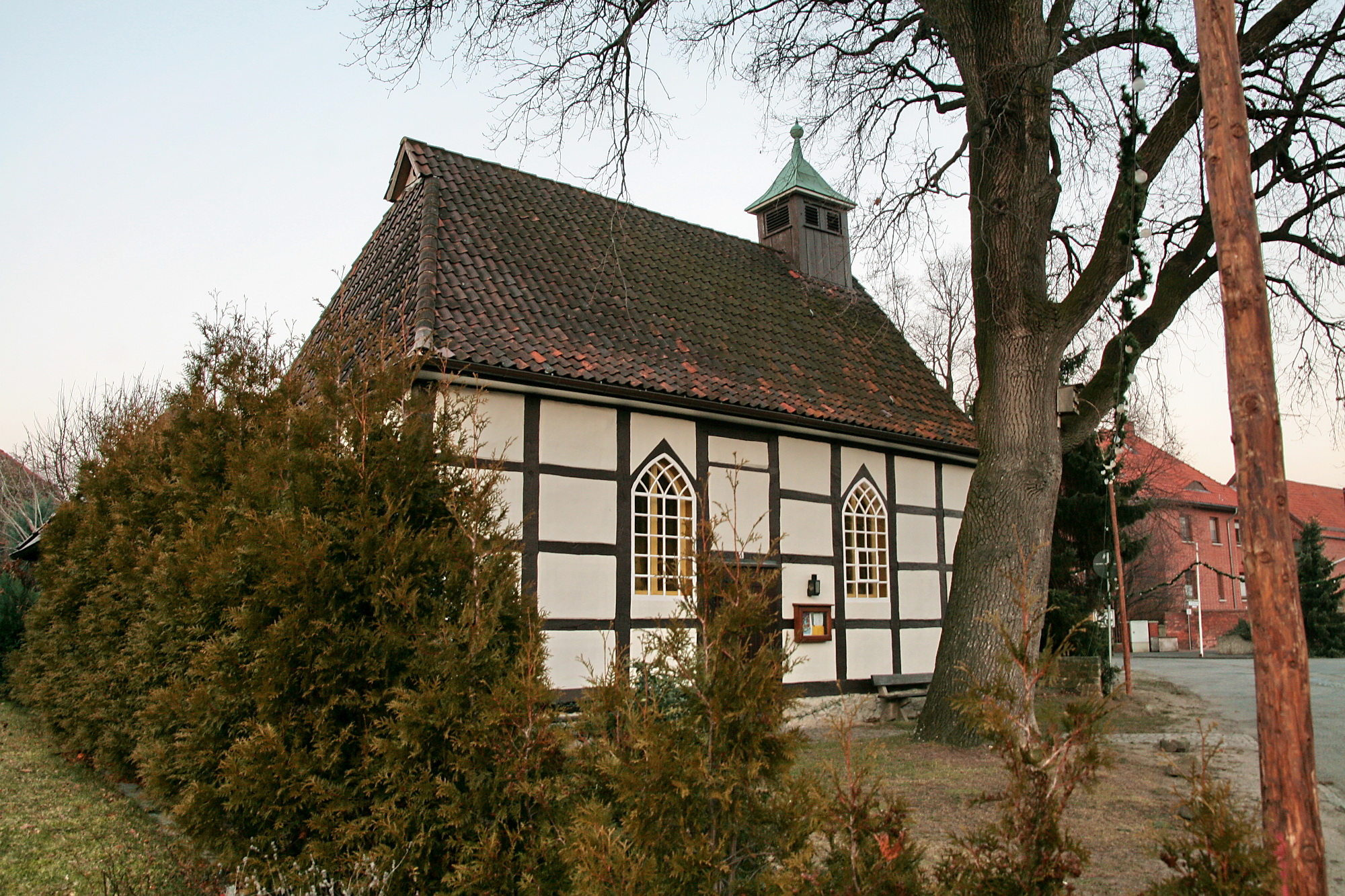
Voormalige kapel te Weetzen, tegenwoordig kulturhus
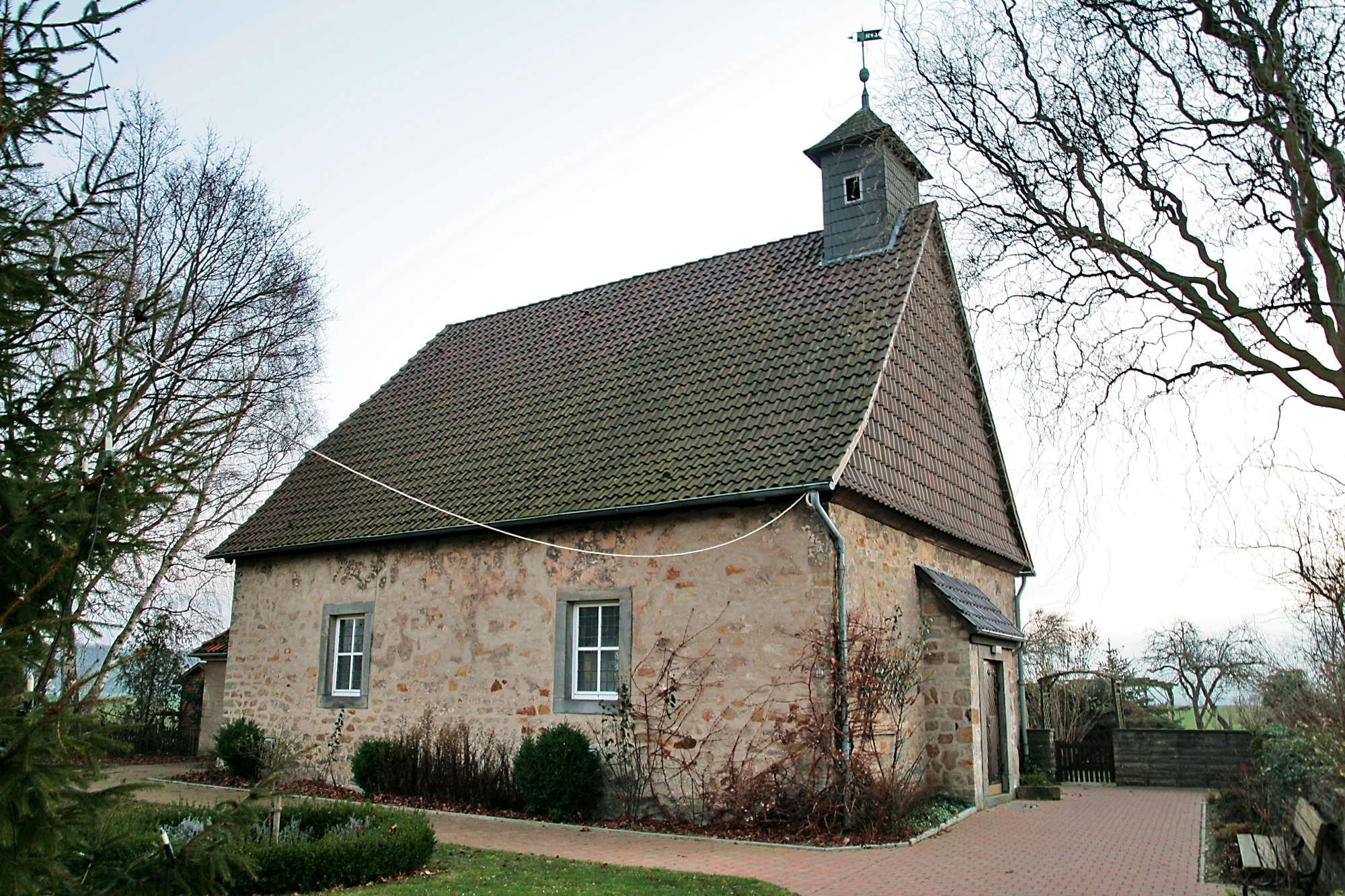
Kapel van Ihme-Roloven (1745)

- Gemeinsame Normdatei: 4299958-3
- Virtual International Authority File: 239130231
- WorldCat: E39PBJkp7fW7qBV76J6Y8TkRrq

Barsinghausen ·
Burgdorf ·
Burgwedel ·
Garbsen ·
Gehrden ·
Hannover ·
Hemmingen ·
Isernhagen ·
Laatzen ·
Langenhagen ·
Lehrte ·
Neustadt am Rübenberge ·
Pattensen ·
Ronnenberg ·
Seelze ·
Sehnde ·
Springe ·
Uetze ·
Wedemark ·
Wennigsen (Deister) ·
Wunstorf